# Dendrolagus ursinus
Il canguro arboricolo orsino (Dendrolagus ursinus Temminck, 1836) è un marsupiale della famiglia dei Macropodidi, endemico della Nuova Guinea.

## Distribuzione e habitat
Il suo areale è ristretto alla penisola di Vogelkop e, forse, anche a quella di Fak Fak, nella Provincia di Papua (Indonesia). Vive nelle foreste pluviali, ad altitudini comprese tra i 1000 e i 2500 m. In passato è stato talvolta avvistato anche a livello del mare.

## Conservazione
La sua esistenza è minacciata sia dalla assidua caccia da parte degli indigeni che dalla deforestazione incontrollata. Flannery ritiene che sia già scomparso dall'area dei Monti Arfak, densamente popolata.